# Alexis Bouvier

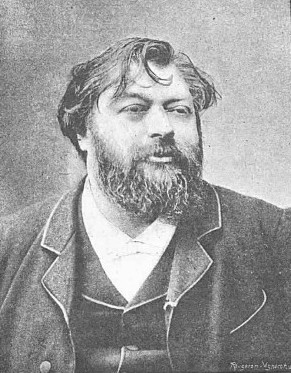
Alexis Bouvier, gemalt von Charles Gallot

Alexis Bouvier (* 15. Januar 1836 in Paris; † 18. Mai 1892 ebenda) war ein französischer Romanschriftsteller.

## Leben
Alexis Bouvier war der Sohn eines Bronzearbeiters, erlernte den Beruf eines Ziseleurs und übte ihn bis 1863 aus, zu welcher Zeit er seine ersten Erfolge als Verfasser von Chansonetten und Vaudevilles für kleine Bühnen erlebte. Am bekanntesten machte seinen Namen das dramatische Chanson La canaille (1865), das lange eine beliebte Nummer der Cafés-concerts blieb.
Als Romanschriftsteller debütierte Bouvier 1868 mit La duchesse Quinquenveult! und ließ dann in rascher Folge eine Reihe von Justiz- und Schauerromanen erscheinen, die sich sämtlich durch geschickten Aufbau sowie spannende Darstellung auszeichnen, auch der nötigen Rühreffekte nicht entbehren und mit den Romanen von Fortuné du Boisgobey und Émile Richebourg zu den von den unteren Volksklassen am meisten gelesenen Werken zählten. 1892 starb Bouvier im Alter von 56 Jahren in Paris und wurde auf dem Friedhof Père-Lachaise beigesetzt.
Die Rezeption seines Werkes in Deutschland ist kontrovers. Wurde er zu Lebzeiten einerseits wegen vermeintlicher Deutschfeindlichkeit attackiert, deren Ursache nach dem Deutsch-Französischen Krieg eher in einer Art antimilitaristischer Haltung gesehen werden kann, gab es andererseits zustimmende Wertungen wegen seiner sozialkritischen Ansichten. In der Gegenwart wird er zumeist als Vertreter der Populärliteratur wahrgenommen.

## Romane (Auswahl)
- Le pauvres, 1870
- Auguste Manette, 1870 (mit Beauvallet auch zu einem Drama verarbeitet)
- Les soldats du désespoir, 1871
- Le mariage d’un forçat, 1873
- Les drames de la forêt, 1873
- M. Coquelet, le mouchard, 1878
- La grande Iza, 1878
- La belle grêlée, 1879
- La femme du mort, 1879
- Iza, Lolotte et Cie, 1880
- Les créanciers de l’échafaud, 1880
- Mademoiselle Beau-Sourire, 1880
- La petite Cayenne, 1884
- Veuve et vierge, 1884